# خطوط قلب
 «خطوط قلب» (به انگلیسی: Heartlines) ترانه‌ای است که توسط گروه موسیقی نیوزلندی، برودز از دومین آلبوم استودیویی خود، هوشیار (۲۰۱۶) ضبط شده‌است. برودز این ترانه را با خواننده نیوزیلندی لرد و تهیه‌کننده ضبط جوئل لیتل، که مسئولیت تولید را بر عهده داشت نوشتند. این ترانه نخستین بار در تاریخ ۱۰ ژوئن ۲۰۱۶ به عنوان اولین تک‌آهنگ تبلیغاتی از این آلبوم و بعداً به عنوان دومین تک‌آهنگ آلبوم در تاریخ ۱۶ ژانویه ۲۰۱۷ منتشر شد. این یک ترانه سینث‌پاپ با ضربان‌های الکترونیکی و سینت سایزر است. اشعار آن جزئیات امید به جا مانده از یک رابطه طولانی را نشان می‌دهد.
«خطوط قلب» نقدهای مثبت بسیاری را از منتقدین موسیقی دریافت کرد و بسیاری تولیدات و اشعار آن را تحسین کردند. صدای ترانه با آلبوم قهرمان محض (۲۰۱۳) مقایسه شد. از نظر تجاری، تک‌آهنگ به رتبه ۳ در هیت‌سیکر نیوزیلند و به رتبه ۳۷ ۴۰ آهنگ برتر بزرگسالان بیلبورد رسید. موزیک ویدئو همراه آن به کارگردانی Dano Cerny، ستاره‌های رز مک‌ایور و اولیور اکلند تولید شد؛ این موزیک ویدئو به دلیل ادغام فناوری بیو تعامل مایکروسافت باند با همکاری مایکروسافت مورد توجه رسانه‌ها قرار گرفت.